# Час розваг
«Час розваг» ( фр. Play Time ) — франко - італійська комедія 1967 року режисера Жака Таті, з ним самим у ролі пана Юло. Одна з небагатьох комедій, які регулярно фігурують у списках найвидатніших фільмів усіх часів та народів .

## Сюжет
Значною мірою імпровізований на знімальному майданчику фільм показує потворність сучасних мегаполісів. Шість епізодів фільму пов'язані постійними зіткненнями месьє Юло з молодою американською туристкою.
- Аеропорт. Група американських туристів прибуває до аеропорту Орлі.
- Офіси. Месьє Юло, у якого призначено зустріч в офісній будівлі, губиться в лабіринті кабінетів і врешті опиняється на виставці.
- Виставка. Юло та американські туристи розглядають нові винаходи: безшумні двері та мітлу з фарами.
- Квартири із скляними стінами. Юло зустрічає старого друга, який запрошує його до своєї ультрасучасної квартири.
- Ресторан "Роял Гарден". Епізод займає майже всю другу половину фільму. Юло випадково зустрічає людину, яку він шукав весь день. Потім Юло зустрічає ще одного старого друга, який запрошує його до нового ресторану, куди також прямують і американські туристи.
- Автомобільна карусель. Юло купує американській туристці сувеніри. Автобус туристів повертається до аеропорту.

## У ролях
- Жак Таті - мосьє Юло
- Барбара Деннек - американська туристка
- Жаклін Леконт - подруга туристки
- Франс Рюміллі - продавчиня очок
- Валері Каміль - секретар месьє Лакса
- Еріка Денцлер - мадам Жиффар
- Ніколь Рей - співачка

## Знімальна група
- Режисер: Жак Таті
- Оператор: Андреас Віндінг, Жан Бадаль
- Сценарій: Жак Таті у співпраці з Жаком Лагранжем, Арт Бухвальд (англійські діалоги)
- Продюсер: Бернар Моріс, Рене Сільвера
- Монтаж: Жерар Полікан
- Композитор: Франсіс Лемарк, Джеймс Кемпбелл, Девід Штейн
- Художник: Ежен Роман
- Кінокомпанія: Jolly Film (Італія), Specta Films (Франція)

Зйомки фільму тривали з 1964 до 1967 року. Для зйомок було побудовано масштабну копію Парижа. При виробництві використовувалася новаторська для свого часу 70-міліметрова плівка та 6-канальний стереозвук. З метою економії у деяких епізодах використано гігантські фотографії для імітації інтер'єрів та архітектурних видів.
2002 року на відновлення фільму було витрачено 800 тисяч євро. Тривалість нової версії становила 126 хвилин. Розповсюдженням «Часу розваг», як і інших фільмів Жака Таті, займається компанія Les Films de Mon Oncle.

## Нагороди та номінації
1969 року Жак Таті за фільм «Час розваг» на VI Московському міжнародному кінофестивалі був нагороджений срібною медаллю.